# Keywan Karimi
Pour les articles homonymes, voir Karimi.
Keywan Karimi (en persan : کیوان کریمی), né le 21 septembre 1985 à Banehn au Kurdistan, en Iran, est un cinéaste iranien indépendant d'origine kurde.

## Biographie
Keywan Karimi est diplômé en communication de la Faculté des sciences sociales de l'université de Téhéran. Pour ses débuts de cinéaste, Karimi réalise une série de courts métrages documentaires, qui sont à la fois un témoignage sur la vie en Iran et une critique de l'Iran contemporain.

### Accusation d'insultes contre le gouvernement et la religion et condamnation
Le 14 décembre 2013, des Gardiens de la révolution islamique se présentent avec un mandat d'arrêt au domicile de Keywan Karimi, confisquent ses disques durs et d'autres matériels, et conduisent le cinéaste à la prison d'Evin, où il est interrogé et placé en isolement pendant deux semaines. Le 26 décembre, il est libéré sous caution, laquelle est fixée à quelque 100 000 $. Entre mars 2014 et septembre 2015, Keywan comparait huit fois pour défendre son cas. 

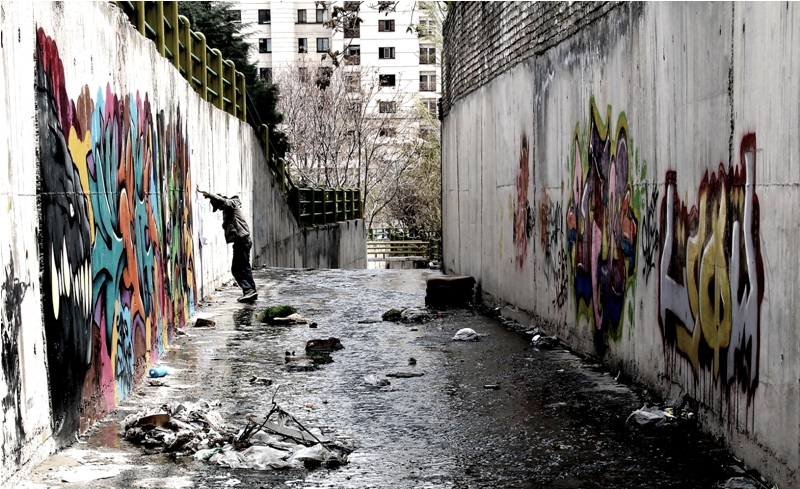
Scène de Writing on the City.

Il est accusé d'avoir insulté le régime dans Writing on the City, un clip musical et documentaire de soixante minutes qui montre des slogans et des graffitis écrits sur les murs de la ville de Téhéran. Le film n'a jamais été montré en public, hormis une bande-annonce parue sur YouTube.
Le 13 octobre 2015, il est condamné par le tribunal révolutionnaire islamique (en) à six ans d'emprisonnement et à 223 coups de fouet pour « propagande contre le fonctionnement du régime gouvernemental » et « insulte à l'encontre des principes sacrés », principalement pour une scène de baiser que Karimi nie avoir tournée.
Le cinéaste fait part le 23 février 2016 au journal Le Monde que sa condamnation est ramenée en appel à un an de prison et à une amende de 20 millions de rials (soit quelque 600 euros), en plus des 223 coups de fouet initiaux.

## Œuvre
- Broken Border, film documentaire sur la contrebande d'essence aux frontières du Kurdistan iranien avec l'Irak.
- The Adventure of Married Couples, film en noir et blanc sans dialogue d'une durée de onze minutes basé sur une histoire d'Italo Calvino sur la vie quotidienne d'un couple d'ouvriers.

## Filmographie partielle
- Anti Earthquake Conex, Man and Bucket, The Children of Depth, Act (courts métrages)
- 2012 : Broken Border (Marze Shekaste)
- 2013 : Zan va shohar Karegar
- 2016 : Writing on the City (Neveshtan bar shahr)